# Incidente del Mayagüez
El incidente del Mayagüez fue la última batalla oficial en la que participó Estados Unidos durante la guerra de Vietnam, involucrando a los Jemeres Rojos de Camboya en el único enfrentamiento directo conocido con fuerzas de los Estados Unidos. La tripulación del carguero estadounidense SS Mayaguez había sido liberada sana y salva, antes de comenzar el ataque estadounidense, circunstancia que era desconocida por el mando militar de Estados Unidos. Los caídos estadounidenses son los últimos que aparecen en el Memorial a los Veteranos del Vietnam en Washington, incluyendo tres miembros del Cuerpo de Marines que quedaron en la isla de Koh Tang tras la batalla, y que se cree fueron ejecutados por los Jemeres Rojos con posterioridad, durante su cautiverio. Fue el último combate de la guerra de Vietnam, y el único entre fuerzas terrestres estadounidenses y los Jemeres Rojos del que se tiene registro.

## El abordaje de los Jemeres Rojos
La crisis inició el 12 de mayo, cuando el carguero de pabellón estadounidense SS Mayaguez pasó cerca de la isla de Poulo Wai, en aguas internacionales dentro de las 12 millas náuticas reclamadas como aguas territoriales por Camboya.

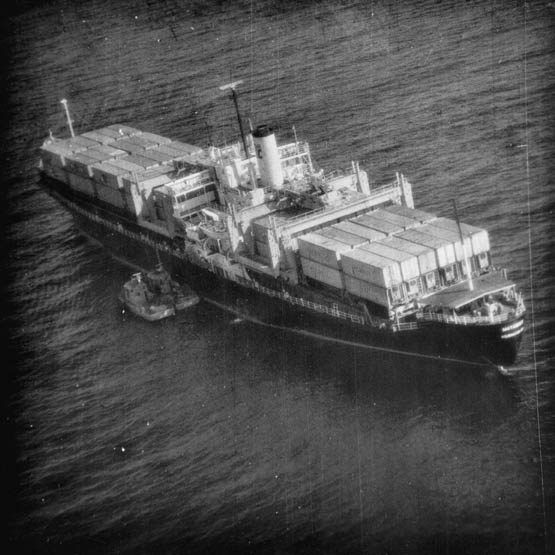
Imagen aérea del Mayaguez siendo abordado por dos barcos patrulleros de los Jemeres Rojos.

A las 14:18, dos barcos patrulleros —entregados anteriormente por Estados Unidos al gobierno de Norodom Sihanouk, y capturados por los Jemeres Rojos— fueron avistados mientras se aproximaban al buque. El capitán ordenó reducir la velocidad para evitar el fuego de las ametralladoras; entonces, los jemeres rojos dispararon una granada propulsada por cohete a través de la proa. El capitán hizo transmitir un SOS y detuvo la nave. Siete jemeres abordaron el Mayagüez y su líder, Sa Mean, indicó en un mapa que la tripulación debía proceder hacia el este de Poulo Wai. Uno de los tripulantes transmitió una señal de Mayday, que fue captada por un barco australiano.
El Mayagüez arribó a Poulo Wai hacia las 16:00, en donde una veintena de jemeres rojos abordaron la nave. Sa Mean les informó que debían dirigirse al puerto continental de Ream, pero el capitán le mostró que el radar no funcionaba e imitó un escenario en el que el barco podría impactar alguna roca y hundirse. Sa Mean contactó a sus superiores por radio, que aparentemente le ordenaron permanecer en Poulo Wai. A las 16:55, el ancla fue echada.

## Los Jemeres Rojos en Koh Tang
La información de inteligencia facilitada por aviones espías P-3 Orion mostró que el navío había sido trasladado a Koh Tang, una isla situada a unos 92,6 kilómetros de la costa sur de Camboya, cerca de la frontera con Vietnam.
Los estadounidenses que convergían en Koh Tang desconocían que la tripulación no se encontraba en la isla, ni que esta estaba fuertemente defendida por más de 100 jemeres. Las defensas de la isla habían sido diseñadas para repeler a las fuerzas armadas de Vietnam, no las estadounidenses. Tras la Caída de Saigón, las Fuerzas Armadas de la República Democrática de Vietnam se hicieron rápidamente con el control de algunas islas anteriormente bajo pabellón survietnamita, así como las que se encontrasen en disputa territorial con Camboya. La responsabilidad de asegurar la isla recaía en el comandante del distrito de Kampong Som, Em Son, quien el 1 de mayo había llevado a 100 hombres para defenderla ante un posible ataque vietnamita. A su vez, Sa Mean tenía a su cargo la defensa de Poulo Wai.
En la playa oriental, dos ametralladoras habían sido colocadas en cada extremo, y se habían erigido posiciones de tiro reforzadas cada 20 metros detrás de una berma de arena conectada por una trinchera en zigzag. En dichas posiciones había dos ametralladoras ametralladoras M60, lanzagranadas RPG-2 y dos lanzagranadas DK-82. 
En la playa occidental, una ametralladora pesada, una M60, RPG-2 y un cañón sin retroceso fueron emplazados en posiciones de tiro interconectadas.
Al norte se había colocado un mortero de 60 mm y en el sur uno de 81 mm, que podían disparar sobre cada playa. Las municiones eran almacenadas en búnkeres detrás de cada playa, más otro localizado en la jungla cerca del puesto de mando de Em Son.

## La tripulación en Rong Sang Lem
Al llegar a Rong Sang Lem, Miller fue brevemente interrogado por el comandante de los Jemeres Rojos, quien le preguntó si podía comunicarse con los pilotos estadounidenses desde el Mayagüez, explicándole que ya habían perdido tres barcos patrulleros y querían evitar más bombardeos. Miller le dijo que si regresaban a la nave y ponían sus motores en marcha, podrían generar electricidad para comunicarse con su oficina en Bangkok, que a su vez contactaría a las fuerzas armadas estadounidenses. Los Jemeres Rojos recibieron por radio la aprobación de sus superiores, y permitieron que Miller y nueve de sus tripulantes regresaran al Mayagüez. Debido a que estaba oscureciendo, se decidió esperar hasta el día siguiente, 15 de mayo.

## La reacción de Ford

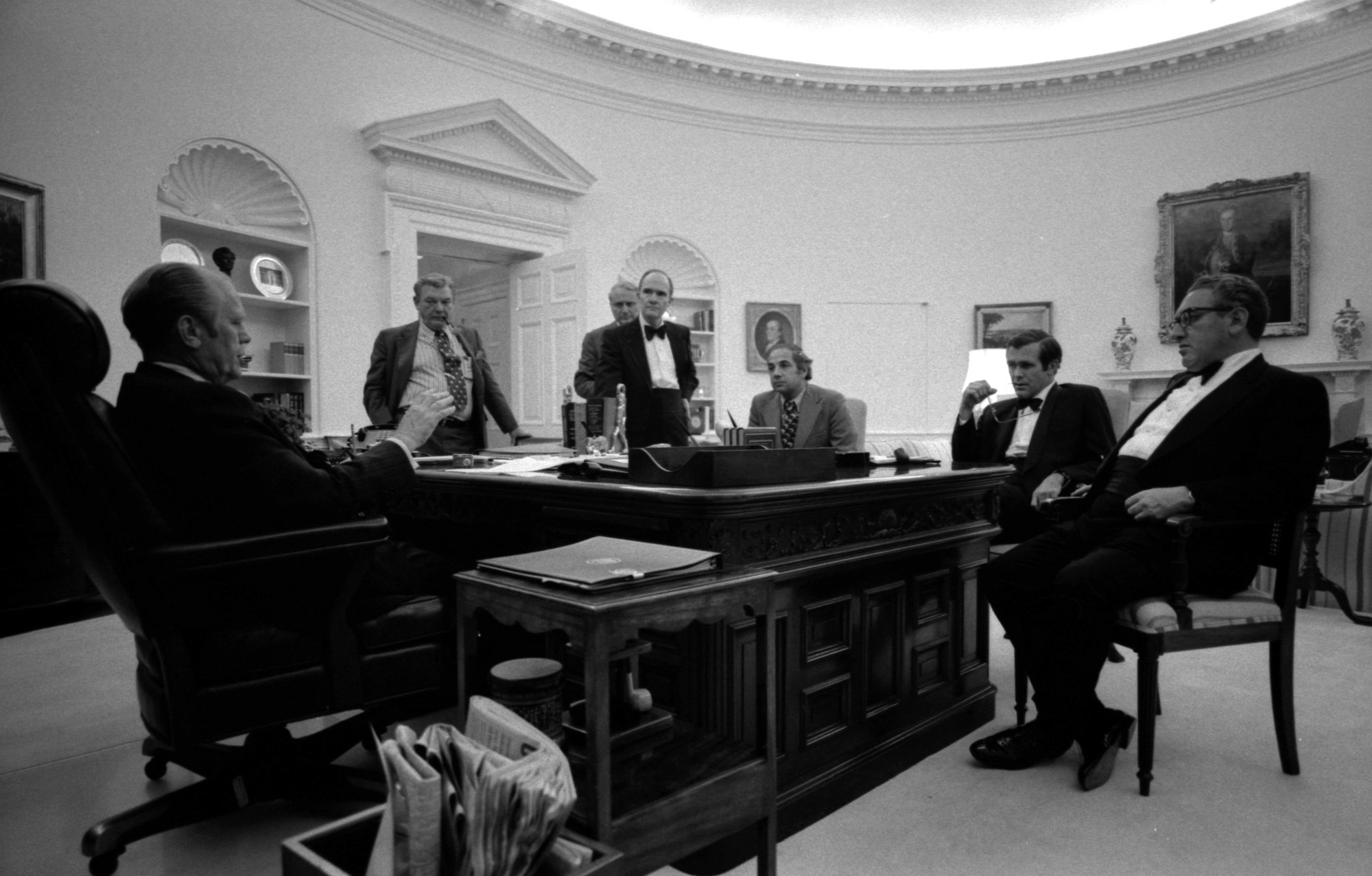
Ford en el Despacho Oval de la Casa Blanca, reunido con el gabinete de crisis, en la madrugada del 15 de mayo de 1975.

Menos de dos semanas antes, las operaciones Eagle Pull y Frequent Wind había puesto un catastrófico punto final a la intervención estadounidense en la guerra de Vietnam] y el presidente Gerald Ford creía que la derrota y la forzada retirada frente a las triunfantes fuerzas camboyanas y norvietnamitas, había dañado tremendamente la credibilidad internacional de Estados Unidos. Era imposible la negociación diplomática con un régimen contrario a los intereses de los Estados Unidos, de reciente implantación, y al que se negaba a reconocer. En consecuencia, se mostró decidido a concluir el incidente con una demostración de fuerza.

## El rescate

### Asalto en Koh Tang

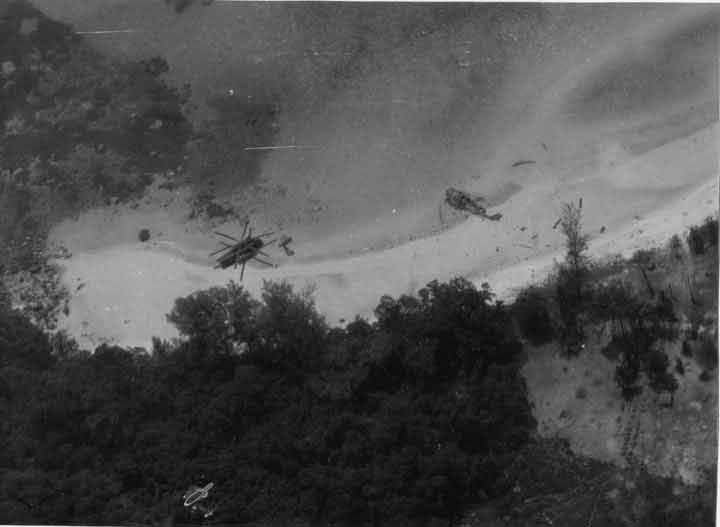
Los restos de los helicópteros CH-53 de la Fuerza Aérea de EE. UU. Knife 23 (izquierda) y Knife 31 (derecha), derribados durante la batalla, yacen en la playa este de Koh Tang poco después de la batalla.

El asalto en la isla de Koh Tang fue un evento clave dentro de la Operación Eagle Claw, una operación militar estadounidense llevada a cabo en mayo de 1975 con el objetivo de rescatar al SS Mayaguez y su tripulación, que habían sido capturados por fuerzas camboyanas. Koh Tang, una isla situada en el Golfo de Tailandia, fue identificada como el lugar donde se encontraba cautivo el barco.
La operación de asalto comenzó en la noche del 15 de mayo de 1975, cuando unidades de Marines estadounidenses y equipos de Fuerzas Especiales desembarcaron en la isla de Koh Tang. Sin embargo, los rescatistas se enfrentaron rápidamente a una resistencia feroz y bien organizada por parte de las fuerzas camboyanas que defendían la isla. Los Marines y las Fuerzas Especiales se encontraron bajo un intenso fuego enemigo desde posiciones fortificadas.
A lo largo de la noche y en la mañana del 16 de mayo, se libraron combates encarnizados en la isla. Las fuerzas estadounidenses, tuvieron dificultades para asegurar completamente la isla y rescatar a la tripulación del Mayaguez. Hubo un número significativo de bajas entre las fuerzas estadounidenses, con pérdidas en vidas humanas y heridos.
Finalmente, tras más de 12 horas de combate, los Marines lograron asegurar la isla y tomar el control del Mayaguez. Sin embargo, la operación resultó ser costosa en términos de vidas estadounidenses y generó críticas posteriores sobre la planificación y coordinación de la misión. El asalto en Koh Tang quedó registrado como uno de los enfrentamientos más intensos y sangrientos de la Operación Eagle Claw.

### Liberación de la tripulación
A las 06:07, el ministro de información y propaganda de Kampuchea, Hu Nim, anunció por radio que el Mayagüez y sus tripulantes serían liberados. El comunicado fue interceptado por la CIA en Bangkok, traducido y retransmitido a la Casa Blanca hacia las 07:15. Ford se mostró escéptico, y realizó una conferencia de prensa en la que afirmó que las operaciones militares no cesarían hasta que la tripulación fuese liberada.
A las 06:30, los Jemeres Rojos informaron a los tripulantes que se les permitiría volver al Mayagüez luego de firmar una declaración en la que negaban haber sido maltratados. A las 07:15, fueron conducidos al Sinvari, un barco pesquero tailandés que había sido capturado en diciembre de 1974, escoltados por otro bote en el que iba Sa Mean. Una vez lejos de Koh Rong Sanloem, los Jemeres Rojos del Sinvari se pasaron a la otra embarcación, y ordenaron a los tripulantes dirigirse al Mayagüez. A las 09:35, un P-3 Orión confirmó la presencia de los tripulantes en el Sinvari, y a las 09:49, éstos fueron recogidos por el USS Wilson. La Casa Blanca recibió confirmación de los sucesos a las 11:27, y Ford anunció por cadena nacional la recuperación del Mayagüez y su tripulación, pero omitiendo el hecho de que habían sido liberados por los Jemeres Rojos.
A las 09:05, la aviación naval estadounidense bombardeó el aeródromo y la base naval de Ream, destruyendo aviones de carga, varios T-28 Trojan que se encontraban ahí y barcazas en el muelle. Asimismo, también bombardearon la única refinería del país, en Kampong Som.